# هوشينا ماساناو
هوشينا ماساناو (باليابانية: 保科正直) هو ساموراي ياباني، ولد في 1542، وتوفي في 21 أكتوبر 1601.